# Bulldozer (Kryptologie)
Bulldozer war der amerikanische Deckname für eine kryptanalytische Maschine („Knackmaschine“), die während des Zweiten Weltkriegs gegen die von der deutschen Kriegsmarine zur Verschlüsselung ihrer Funktelegramme (FTs) eingesetzte Chiffriermaschine Enigma-M4 gerichtet war.

## Geschichte
Die während des Zweiten Weltkriegs von den Alliierten genutzten Methodiken zum Bruch der deutschen Enigma-Maschine basierten auf der Verwendung von Cribs, also Klartextpassagen von etwa zehn bis dreißig Buchstaben Länge, von denen der Codebreaker weiß, vermutet oder errät, dass sie im Geheimtext in verschlüsselter Form auftreten. Auf diesem Prinzip basierte die 1939 vom Briten Alan Turing (1912–1954) ersonnene und ein Jahr später von dessen Landsmann und Kollegen Gordon Welchman (1906–1985) verbesserte Turing-Welchman-Bombe, eine elektromechanische Knackmaschine. Auch die Amerikaner setzten eine Variante dieser Maschine ein. Es war die von Joseph Desch (1907–1987) entwickelte und ab April 1943 im United States Naval Computing Machine Laboratory produzierte sogenannte Desch-Bombe.
Fehlen die Cribs oder sind sie falsch, dann scheitert die Entzifferung. Aus diesem Grund wurde von amerikanischer Seite die dringende Notwendigkeit gesehen, neue Methoden zu erarbeiten, die den Bruch der Enigma auch ohne Cribs ermöglichen sollten. Dies forderte Agnes Meyer Driscoll (1889–1971), die in einer maschinellen Implementierung des von Briten ersonnenen Eins-Katalogs eine mögliche Lösung sah. Hieraus entstand 1942 die Idee der Hypothetical Machine (kurz Hypo), einer der ersten sogenannten Rapid Analytical Machines (RAMs), also „schnellen analytischen Maschinen“, wie die frühen und zu dieser Zeit hochmodernen Elektronenrechner bezeichnet wurden.
Im Dezember 1943 stand das Konzept zur Hypo-Bombe beziehungsweise der Statistical Grenade. Hiermit sollte jeder einzelne entzifferte Buchstabe entsprechend dem Logarithmus seiner Klartext-Buchstabenhäufigkeit gewichtet werden. Letzteres setzte allerdings voraus, dass bei der Enigma kein Steckerbrett verwendet wurde, oder dessen „Steckerung“ bekannt war. Diese beiden Maschinen können als direkte Vorläuferinnen des Bulldozer angesehen werden, der eine Weiterentwicklung dieses Konzepts darstellte.
Am 8. November 1944 wurde ein internes Dokument mit dem Titel Proposal for Statistical Grenade and Bombe („Vorschlag für eine statistische Granate und Bombe“) vorgestellt, das in seiner Einleitung die Bemerkung enthielt: for breaking cipher systems where cribs are not available („um Schlüsselverfahren zu brechen, bei denen keine Cribs verfügbar sind“). Konkretes Angriffsziel war zwar die Enigma, man sah jedoch auch bereits weitere Anwendungsfälle für die Zeit nach dem Krieg voraus. 
Der Name für dieses neue Konzept und die daraus entstehende Knackmaschine war Bulldozer. Dieser sollte in Form einer weiteren Rapid Analytical Machine mithilfe von Elektronenröhren realisiert werden. Dazu sollten 48 bis 64 Buchstaben des Geheimtextes in durch den Bulldozer nachgebildete „Enigma-Banken“ (englisch Enigma banks) eingespeist und die Ausgangsbuchstaben auf Monoalphabezität getestet werden, sprich, der Koinzidenzindex (englisch Index of coincidence, kurz IC) wurde berechnet und das Häufigkeitsgebirge mit dem zu erwartenden für die deutsche Sprache verglichen, genauer, mit der von der Kriegsmarine verwendeten Fachsprache. Im Fall, dass der IC und die Häufigkeitsverteilung der Ausgangsbuchstaben annähernd dieser Erwartung entsprach, stoppte die Maschine, beziehungsweise der Bulldozer sollte die ermittelte Walzenlage und Walzenstellung der Enigma auf eine Lochkarte stanzen und die Weiterverarbeitung ermöglichen, beispielsweise mithilfe einer Hollerithmaschine. Auch konnte der Stopp mit anderen Mitteln, beispielsweise der bewährten Checking machine, weiter untersucht werden.
Noch wenige Wochen vor der bedingungslosen Kapitulation der Wehrmacht und dem Kriegsende in Europa war allerdings das Problem des Enigma-Steckerbretts in Zusammenhang mit dem Bulldozer noch nicht vollständig gelöst. Es befand sich zwar noch in einem „Experimentalstadium“ (englisch experimental state), wie ein weiterer interner Bericht vom 26. März 1945 festhielt, dennoch erwiesen sich sowohl Hypo als auch Bulldozer in der Endphase des Krieges auch bereits unter echten Einsatzbedingungen als zuverlässige Knackmaschinen. Mit ihrer Hilfe konnten zahlreiche Enigma-Schlüssel ermittelt und die entsprechenden deutschen Funkschlüsselnetze, insbesondere Triton (englischer Deckname Shark), gebrochen werden.